# 大場達也
大場 達也（おおば たつや、1989年3月10日 - ）は、神奈川県川崎市出身の元プロ野球選手（投手）。右投右打。

## 経歴

### プロ入り前
中学時代は肩が強い外野手であり、ハンドボールの強豪高校から誘いを受けたこともあった。
市立川崎高に進学すると投手に転向。最速144km/hを記録するも、制球難もあり全国的には無名であった。3年時の夏は神奈川県予選3回戦で慶應藤沢高に3-8で敗れた。甲子園出場経験は無し
高校卒業後は、母親の負担を考え、実家から通えてアルバイトもできるという理由から鶴見大学に進学。神奈川大学野球連盟に加盟している野球部に入部する。1年時の秋から公式戦に登板するが、2年時までアルバイトに明け暮れ、野球には真面目に取り組んでいなかった。しかし、3年時の秋に竹内康治監督から「お前なら上でやれる」という言葉を受け奮起し、さらに香田誉士史コーチに出会い下半身を徹底的に鍛え球速をアップさせ、4年時の秋にはベストナインに選出された。
その後は社会人野球の日立製作所に入団。1年目の2011年から公式戦に登板。第82回都市対抗野球大会には、住友金属鹿島の補強選手として出場。2年目の2012年は、都市対抗予選で好投し同社野球部の2年ぶりとなる都市対抗野球大会本戦出場に貢献。しかし、第83回都市対抗野球大会1回戦のJFE西日本戦では先発するが3回途中で降板となり、チームも5-7で敗退した。第38回社会人野球日本選手権大会では、1回戦のニチダイ戦で救援登板し1回を無失点に抑えるも、チームは0-2で敗退した。
2012年10月25日、プロ野球ドラフト会議で東京ヤクルトスワローズから7位指名を受けた。

### プロ入り後
2013年には、一軍公式戦5試合に登板。4月25日の対広島東洋カープ戦（神宮球場）では、救援登板で一軍初ホールドを記録した。
2014年以降は一軍公式戦への登板機会がなく、2015年10月2日に球団から戦力外通告を受けた。なお、2015年11月10日には、シートバッティング形式の12球団合同トライアウト（草薙球場）へ参加。1奪三振・1与四球という内容で打者3人を無安打に抑えるとともに、ストレートで参加投手最速の147km/hを記録した。MLBのサンディエゴ・パドレスでは、この結果を受けて、11月22日に高知東部球場で開催した日本国内初のトライアウトに招待選手として大場を参加させた。
2016年の学生野球資格回復研修を受講したうえで、翌2017年2月7日に日本学生野球協会より学生野球資格回復の適性認定を受けたことにより、学生野球選手への指導が可能となった。同年春より母校・鶴見大学職員として野球部コーチに就任。

## プレースタイル・人物
最速152km/hのストレートに加え、落差のあるフォークとキレのあるスライダーを投げる。
大学4年時に、香田誉士史コーチの縁で田中将大と会食した。
大学時代は焼き鳥店でアルバイトをしており、接客が優秀であったためバイトリーダーとして店を任されていた。
プロ入団時の契約金は、女手一つで育ててくれた母親に全額贈った。

## 詳細情報

### 年度別投手成績
| 年 度     | 球 団     | 登 板 | 先 発 | 完 投 | 完 封 | 無 四 球 | 勝 利 | 敗 戦 | セ 丨 ブ | ホ 丨 ル ド | 勝 率 | 打 者 | 投 球 回 | 被 安 打 | 被 本 塁 打 | 与 四 球 | 敬 遠 | 与 死 球 | 奪 三 振 | 暴 投 | ボ 丨 ク | 失 点 | 自 責 点 | 防 御 率 | W H I P |
| --------- | --------- | ----- | ----- | ----- | ----- | -------- | ----- | ----- | -------- | ----------- | ----- | ----- | -------- | -------- | ----------- | -------- | ----- | -------- | -------- | ----- | -------- | ----- | -------- | -------- | ------- |
| 2013      | ヤクルト  | 5     | 0     | 0     | 0     | 0        | 0     | 0     | 0        | 1           | ----  | 33    | 6.1      | 3        | 0           | 10       | 0     | 0        | 6        | 1     | 0        | 5     | 2        | 2.84     | 2.05    |
| 通算：1年 | 通算：1年 | 5     | 0     | 0     | 0     | 0        | 0     | 0     | 0        | 1           | ----  | 33    | 6.1      | 3        | 0           | 10       | 0     | 0        | 6        | 1     | 0        | 5     | 2        | 2.84     | 2.05    |

- 2015年度シーズン終了時

### 記録
初記録
- 初登板；2013年4月17日、対中日ドラゴンズ5回戦（明治神宮野球場）、7回表に3番手で救援登板、2回1失点（自責点0）
- 初奪三振：同上、7回表に井端弘和から空振り三振
- 初ホールド：2013年4月25日、対広島東洋カープ5回戦（明治神宮野球場）、12回表7番手で救援登板、2/3回無失点

### 背番号
- 49 （2013年 - 2015年）